# هيربيس (كاستيلون)
بلدية هيربيس (بالإسبانية: Herbés)‏، هي إحدى بلديات مقاطعة كاستيلون التي تقع في منطقة بلنسية، في شرق إسبانيا.
يبلغ عدد سكانها 72 نسمة وفقاً لإحصائية سنة (2006).